# SC Weiche Flensburg 08
SC Weiche Flensburg 08 is een Duitse omnisportvereniging uit  het stadtteil Weiche in Flensburg. De vereniging is onder meer actief in badminton, voetbal, judo, zwemmen, tafeltennis, turnen, volleybal en gymnastiek.

## Geschiedenis
De club werd in 1930 opgericht als ESV Weiche. In 1972 fuseerde de club met TSV Weiche-West (opgericht in 1949) en werd zo ETSV Weiche. Tussen 1977 en 1990 was de handbalafdeling, die samen met Handewitter SV  speelde onder de naam SG Weiche-Handewitt (Spielgemeinschaft der Handballabteilungen des Handewitter SV und des ETSV Flensburg-Weiche) erg succesvol en speelde ook in de Bundesliga.
De voetbalafdeling speelde jarenlang in de lagere reeksen. In 2009 promoveerde de club naar de Oberliga, de vijfde hoogste klasse. In 2012 kon de club via de eindronde promotie afdwingen naar de Regionalliga Nord. In 2013 wilde Flensburg 08 fuseren met Weiche en TSB Flensburg, maar dit sprong af. Flensburg 08 en Weiche gingen wel samenwerken bij de jeugd. Weiche eindigde in de Regionalliga eerst zevende en deed het de volgende seizoenen telkens een plaatsje beter en werd in 2016 zelfs derde. In november 2016 kwamen Flesburg 08 en ETSV Weiche overeen om te fuseren. In 2017 werden ze vicekampioen achter SV Meppen en op 1 juli fuseerde de club officieel en nam de nieuwe naam SC Weiche Flensburg 08 aan. Het tweede elftal nam de plaats van Flensburg 08 in de Oberliga over.

## Eindklasseringen vanaf 1972
| Seizoen                | Competitie                               | Niveau | Eindstand | DFB Pokal | Opmerking |
| ---------------------- | ---------------------------------------- | ------ | --------- | --------- | --- |
| ETSV Weiche            |                                          |        |           |           | |
| 1971/72                | Bezirksliga Schleswig-Holstein Nord      | V      | 12        | --        | |
| 1972/73                | Bezirksliga Schleswig-Holstein Nord      | V      | 10        | --        | |
| 1973/74                | Bezirksliga Schleswig-Holstein Nord      | V      | 10        | --        | |
| 1974/75                | Bezirksliga Schleswig-Holstein Nord      | VI     | 8         | --        | invoering Oberliga Nord                                                                                      |
| 1975/76                | Bezirksliga Schleswig-Holstein Nord      | VI     | 3         | --        | |
| 1976/77                | Bezirksliga Schleswig-Holstein Nord      | VI     | 13        | --        | |
| 1977/78                | Bezirksliga Schleswig-Holstein Nord      | VI     | 13        | --        | |
| 1978/79                | Bezirksliga Schleswig-Holstein Nord      | VI     | 9         | --        | |
| 1979/80                | Bezirksliga Schleswig-Holstein Nord      | VI     | 11        | --        | |
| 1980/81                | Bezirksliga Schleswig-Holstein Nord      | VI     | 11        | --        | |
| 1981/82                | Bezirksliga Schleswig-Holstein Nord      | VI     | 4         | --        | |
| 1982/83                | Bezirksliga Schleswig-Holstein Nord      | VI     | 1         | --        | |
| 1983/84                | Landesliga Schleswig-Holstein Nord       | V      | 16        | --        | |
| 1984/85                | Bezirksliga Schleswig-Holstein Nord      | VI     | 9         | --        | |
| 1985/86                | Bezirksliga Schleswig-Holstein Nord      | VI     | 3         | --        | |
| 1986/87                | Bezirksliga Schleswig-Holstein Nord      | VI     | 2         | --        | |
| 1987/88                | Bezirksliga Schleswig-Holstein Nord      | VI     | 7         | --        | |
| 1988/89                | Bezirksliga Schleswig-Holstein Nord      | VI     | 8         | --        | |
| 1989/90                | Bezirksliga Schleswig-Holstein Nord      | VI     | 5         | --        | |
| 1990/91                | Bezirksliga Schleswig-Holstein Nord      | VI     | 6         | --        | |
| 1991/92                | Bezirksliga Schleswig-Holstein Nord      | VI     | 5         | --        | |
| 1992/93                | Bezirksliga Schleswig-Holstein Nord      | VI     | 5         | --        | |
| 1993/94                | Bezirksliga Schleswig-Holstein Nord      | VI     | 1         | --        | |
| 1994/95                | Landesliga Schleswig-Holstein Nord       | VI     | 11        | --        | herinvoering Regionalliga                                                                                    |
| 1995/96                | Landesliga Schleswig-Holstein Nord       | VI     | 11        | --        | |
| 1996/97                | Landesliga Schleswig-Holstein Nord       | VI     | 15        | --        | |
| 1997/98                | Bezirksliga Nord                         | VII    | 4         | --        | |
| 1998/99                | Bezirksliga Nord                         | VII    | 11        | --        | |
| 1999/00                | Bezirksliga Nord                         | VII    | 1         | --        | |
| 2000/01                | Bezirksoberliga Nord                     | VI     | 4         | --        | |
| 2001/02                | Bezirksoberliga Nord                     | VI     | 1         | --        | 4e in promotieserie met TSV Pansdorf, TSV Heiligenstedten en Suchsdorfer SV                                  |
| 2002/03                | Bezirksoberliga Nord                     | VI     | 10        | --        | |
| 2003/04                | Bezirksoberliga Nord                     | VI     | 11        | --        | |
| 2004/05                | Bezirksoberliga Nord                     | VI     | 13        | --        | |
| 2005/06                | Bezirksoberliga Nord                     | VI     | 4         | --        | |
| 2006/07                | Bezirksoberliga Nord                     | VI     | 1         | --        | |
| 2007/08                | Verbandsliga Schleswig-Holstein          | V      | 14        | --        | |
| 2008/09                | Verbandsliga Schleswig-Holstein Nordwest | VI     | 2         | --        | |
| 2009/10                | Schleswig-Holstein Liga                  | V      | 9         | --        | |
| 2010/11                | Schleswig-Holstein Liga                  | V      | 6         | --        | |
| 2011/12                | Schleswig-Holstein Liga                  | V      | 2         | --        | promotie play-off > SV Holthausen/Biene, 3-0/3-1; finalist SHFV-Pokal > VfB Lübeck: 2-4 n.v.                 |
| 2012/13                | Regionalliga Nord                        | IV     | 7         | --        | |
| 2013/14                | Regionalliga Nord                        | IV     | 6         | --        | finalist SHFV-Pokal > Holstein Kiel: 1-1 (12-13 n.s.)                                                        |
| 2014/15                | Regionalliga Nord                        | IV     | 5         | --        | |
| 2015/16                | Regionalliga Nord                        | IV     | 3         | --        | finalist SHFV-Pokal > VfB Lübeck: 1-2                                                                        |
| 2016/17                | Regionalliga Nord                        | IV     | 2         | --        | 1-7-2017: Fusie met Flensburg 08                                                                             |
| SC Weiche Flensburg 08 |                                          |        |           |           | |
| 2017/18                | Regionalliga Nord                        | IV     | 1         | --        | pd-wedstrijden > Energie Cottbus: 2-3/0-0; Winnaar SHFV-Pokal > Husumer SV: 3-0                              |
| 2018/19                | Regionalliga Nord                        | IV     | 4         | 2e ronde  | < Werder Bremen: 1-5; finalist SHFV-Pokal > VfB Lübeck: 0-1                                                  |
| 2019/20                | Regionalliga Nord                        | IV     | 3         | --        | competitie afgebroken i.v.m. coronapandemie                                                                  |
| 2020/21                | Regionalliga Nord                        | IV     | 1         | --        | Groep Noord; competitie afgebroken i.v.m. coronapandemie; Winnaar SHFV-Pokal > 1. FC Phönix Lübeck: 2-1 n.v. |
| 2021/22                | Regionalliga Nord                        | IV     | 2         | 1e ronde  | < Holstein Kiel: 0-0 (2-4 n.s.); 2e Groep Noord                                                              |
| 2022/23                | Regionalliga Nord                        | IV     | 5         | --        | finalist SHFV-Pokal > VfB Lübeck: 1-2                                                                        |
| 2023/24                | Regionalliga Nord                        | IV     | 15        | --        | PD-wedstrijden > TuS Bersenbrück: 2-2 (U) / 2-1 (T)                                                          |
| 2024/25                | Regionalliga Nord                        | IV     | 13        | --        | |
| 2025/26                | Regionalliga Nord                        | IV     | .         | --        | |